# Daniel Negreanu
Daniel Negreanu (født 26. juli 1974 i Toronto, Ontario i Canada) er en canadisk professionel pokerspiller, som har seks World Series of Poker (WSOP) armbånd og to World Poker Tour (WPT) titler på cv’et. 
Er kendt for sine evner til at kunne læse sine modstanders kort. Desuden er han en af de bedste i verden til at spille Limit Hold'em, som i øvrigt er hans "yndlingsspil".
Efter sin fornemme 2. plads ved World Series of Poker Europe (WSOPE) i 2009 er han i dag nummer 2 på "All-Time Money-List" med flest vundne turnerings dollars.

## Biografi
Daniel Negreanu’s forældre Annie og Constantin, ville i 1967 flytte til USA, men bosatte sig i stedet i Toronto i Canada. Her fandt faderen arbejde som elektriker. Negreanu blev født 5 år efter sin storebror, i 1974. Da han var 15, lærte han at spille poker. Da han blev 16, tilbragte han meget af sin tid på at spille kortspil og vædde på sport. Da Daniel gik ud af High School, begyndte han sit liv som spiller på det lokale velgørenheds casino. Her ledte han også efter ulovlige spil rundt om i byen. Samme år begyndte han at date, og være kærester med Evelyn Ng, der også blev en professionel pokerspiller fra Canada. Daniel Negreanus kaldenavn er ”Kid Poker”, som han også hedder på PokerStars.com. I august 2005 blev Daniel Negreanu gift med Lori Lin Weber. De blev dog skilt i slutningen af 2007. Han bor nu i Las Vegas, Nevada.

## Pokerkarriere

### World Series of Poker
I 1998 vandt han sit første World Series of Poker armbånd, da han vandt Event $2,000 Pot Limit Hold'em. Denne titel indbragte Negreanu $169,460. På det tidspunkt, da han vandt titlen, var han blot 24 år gammel. Dette gjorde ham til den yngste World Series of Poker armbånds vinder i historien. Denne rekord holdt helt frem til 2004. 
I 2003 vandt han sit 2. WSOP armbånd, da han vandt $100,440 i en $2,000 S.H.O.E. Event. 
Året efter i 2004, vandt han $169,100 i sin favorit version af Hold'em Limit Hold'em. Turneringen hed WSOP $2,000 Limit Hold'em. 
Det seneste armbånd fra Daniel Negreanu, kom i midten af 2008, hvor han endnu engang vandt et armbånd på hans yndlingsversion Limit Hold'em. Denne turnering havde et buy-in på $2,000. 
Ved WSOPE i England, har han opnået et såkladt "back-to-back" finalebord ved £10,000 Main Event, hvor han både i år 2008 samt 2009 kom på finalebordet. Her blev henholdsvis blev nummer 5 og 2, som indbragte ham £217,200 og £495,589. Han har i øvrigt 2 mindre cashes fra WSOPE som tilsammen indbragte ham mere end £9,000. 
Daniel Negreanu har også vundet $755,525 på Jack Binion’s WSOP Circuit Main Event, en $10,000 No Limit Hold'em. 

### World Poker Tour
I løbet af de næste par år, blev Daniel Negreanu en af de mest succesfulde pokerspillere i verden (Live turneringsmæssigt). Den 19. september 2004 vandt han sin første World Poker Tour titel, da han vandt $1,117,400 i Borgata Poker Opens WPT, Atlantic City. Denne turnering havde et buy-in på $10,000. Blot 2 måneder efter vandt han på imponerende vis, endnu engang en WPT titel. Denne gang var det $1,770,218 han vandt i turneringen, der foregik i Las Vegas, som hed Doyle Brunsons Five-Diamond World Poker Classic. Dette beløb er i øvrigt det højeste Daniel har tjent på poker. Buy-in’et var også noget større end sidste gang, det lød nemlig på $15,000. Daniel Negreanu er den i verden, der har tjent allermest på World Poker Tour’en gennem tiderne. Han har nemlig tjent $5,570,145. Han har opnået finalebordet hele 7 gange i hans karriere. 

### Andre Pokerresultater
Efter åbningen af casinoet Wynn i Las Vegas, blev Negreanu ansat som deres pokerambassadør for ethvert spil på casinoet. Det betød dog ikke, at han ikke længere skulle spille poker. I oktober 2005 sluttede det. I slutningen af 2005 begyndte Daniel Negreanu sit eget online poker rum, som hed Full Contact Poker. 
I juni 2007 underskrev Negreanu en kontrakt med verdens største pokerrum, PokerStars.com., hvor han nu repræsenterer Team PokerStars Pro. Her spiller bl.a. sammen med store navne som Chris Moneymaker, Greg Raymer og Joe Hachem. 
Daniel har regelmæssigt igennem hans karriere, været med til at spille de store cash games på Bobby's Room, Bellagio Casino, Las Vegas. Både som poker- og golfspiller, elsker han at søge nye udfordringer og sætte nye høje målsætninger. Modsat mange andre professionelle pokerspillere, er han meget åben om sine pokerresultater, og hvor meget han har vundet. Der kommer regelmæssige opdateringer på Full Contact. 
Daniel Negreanu har optrådt og spillet på mange forskellige poker tv-shows, såsom Late Night Poker, Poker After Dark, hvor han har vundet $120,000. Han har også været med i alle sæsoner af High Stakes Poker, hvor han bl.a. havde $1,000,000 med til bordet i sæson 1. Han har også været kommentator og stand-in vært på programmet Ultimate Poker Challenge. Han medvirkede også i 3. sæson af Poker Superstars invitations turnering. I 2006 fik Negreanu prisen som Favorit Poker Spiller af Card Player Magazine’s Player of the Year Awards Galla i Februar 2006. 
Den seneste store titel, som Daniel Negreanu har vundet, var da han i november 2008, vandt den canadiske pokerturnering British Columbia Poker Championships Main Event. Her besejrede han et felt på 690 spillere, og dermed vandt han små $300,000. 

## Pokerprojekter
I maj 2008, kom Daniel Negreanus nye bog ”Power Hold’em strategien”. Bogen minder lidt om Doyle Brunsons bog Super System, fordi den har bidrag fra andre pokerspillere som f.eks. Evelyn Ng, Erick Lindgren, Paul Wasicka, Todd Brunson, og David Williams. Han er også begyndt at undervise med poker på websiden Poker VT. 
Han har skrevet over 150 artikler til Cardplayer Magazine.